# Centrală telefonică

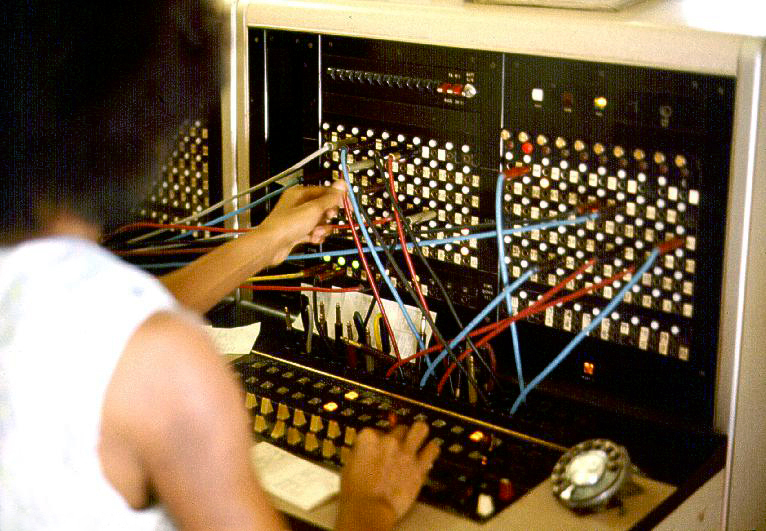
Un operator conectând manual legăturile dintr-o centrală telefonică de tip vechi.

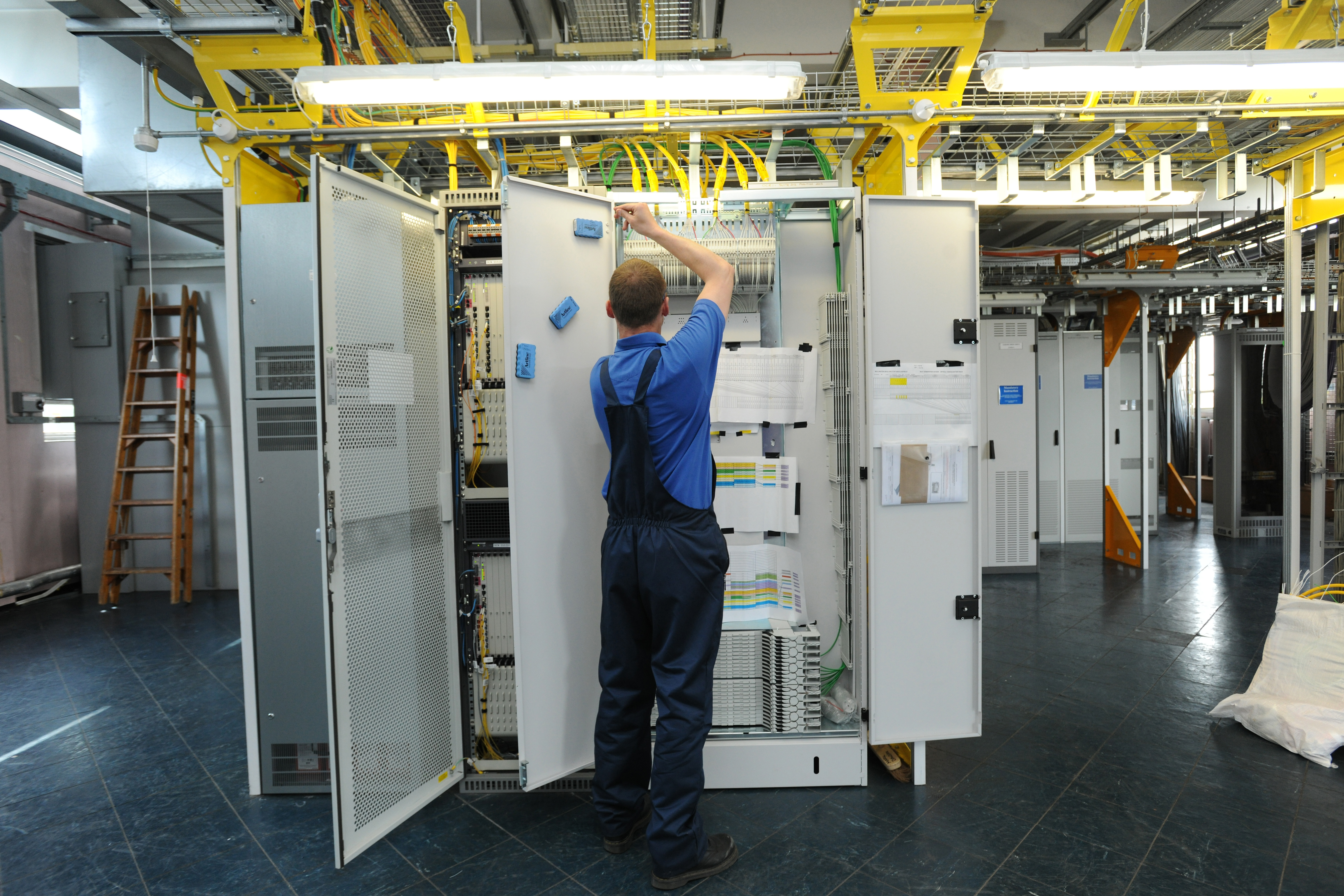
O centrală telefonică modernă, echipată pentru comunicații de voce și date.

O Centrală Telefonică Urbană (CTU) este un sistem de componente electronice care realizează conectarea apelurilor telefonice dintr-o anumită zonă. O centrală deservește un număr de terminale, corespunzătoare unei zone geografice, prin utilizarea
a două tipuri de conexiuni:
- cu terminalele, prin intermediul rețelei de abonat, caracterizată prin distanțe mici și împrăștiere geografică, ceea ce determină legături individuale, în frecvență vocală,
- cu centrala de tranzit, prin intermediul joncțiunilor, caracterizate prin distanțe mai mari și traseu comun, ceea ce conduce la multiplexarea semnalelor și transmisia pe 4 fire (câte 2 pentru fiecare sens).

## Istorie

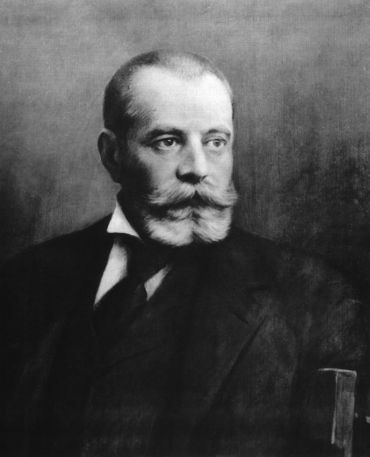
Tivadar Puskás

În 1877, pe baza cercetărilor inventatorului Tivadar Puskás este construită prima centrală telefonică din lume de către Bell Telephone Company în Boston. Thomas Alva Edison a afirmat că ideea îi aparține lui Puskás.